# A magyar labdarúgó-válogatott 2012. október 16-i mérkőzése
A magyar labdarúgó-válogatott világbajnoki-selejtező mérkőzése Törökország ellen, 2012. október 16-án. A végeredmény 3–1 lett a magyar csapat javára.

## Előzmények
A magyar labdarúgó-válogatott 2012. szeptember 7-én kezdte meg szereplését a  2014-es labdarúgó-világbajnokság-selejtezőjében, Andorra ellenében (5–0). Szeptember 11-én Hollandia ellen léptek pályára a második körben (1–4). Október 12-én Észtországban gyűjtötték be a három pontot (1–0).
Nem sorsdöntő a meccs, a sorozat tíz meccsből áll, és még csak a negyediket játsszuk. Komoly körbeverésekre számítunk, pénteken a románok is felborították a papírformát, és hasonló meglepetések a későbbiekben is várhatók. (...) A két kulcsemberünk hiánya nem erősíti a győzelmi esélyeinket, de volt már rá példa, hogy hasonló helyzetben legyőztünk egy jó ellenfelet. A török lényegesen jobb csapat, mint az észt, jobb képességű játékosok alkotják, ahhoz, hogy eredményessen tudjunk játszani, többet kell felvonultatnunk mint Tallinnban.
A török válogatott Hollandia ellen, idegenben játszott az első fordulóban, és szenvedtek 2–0-s vereséget. A következő körben Észtországot győzték le 3–0 arányban. A harmadik fordulóban kisebb meglepetésre Isztambulban szenvedtek 1–0-s vereséget  Romániától.
Most már nem szabad a románoktól elszenvedett vereséggel foglalkozni, győzni jöttünk Budapestre, ezt a célt kell megvalósítanunk. Még csak három mérkőzésen vagyunk túl a sorozatból, nem dőlt el semmi, azon vagyunk, hogy egy hétmeccses győzelmi szériát kezdjünk meg kedden, aminek a végén sikerül kiharcolni a világbajnoki részvételt. (...) A török válogatottat első osztályú futballisták alkotják, így ha valaki kidől, akkor a helyére érkezők ugyanolyan minőséget képviselnek, ráadásul olyan labdarúgói vannak, mint Hamit Altintop, vagy éppen Nuri Sahin.
Tabella a mérkőzés előtt
| Csapat       | M | Gy | D | V | G+ | G– | Gk  | P |
| ------------ | - | -- | - | - | -- | -- | --- | - |
| Hollandia    | 3 | 3  | 0 | 0 | 9  | 1  | +8  | 9 |
| Románia      | 3 | 3  | 0 | 0 | 7  | 0  | +7  | 9 |
| Magyarország | 3 | 2  | 0 | 1 | 7  | 4  | +3  | 6 |
| Törökország  | 3 | 1  | 0 | 2 | 3  | 3  | 0   | 3 |
| Észtország   | 3 | 0  | 0 | 3 | 0  | 6  | –6  | 0 |
| Andorra      | 3 | 0  | 0 | 3 | 0  | 12 | –12 | 0 |

## Keretek
Egervári Sándor, a magyar labdarúgó-válogatott szövetségi kapitánya, október 1-jén hirdette ki 24 főből álló keretét az októberi vb-selejtezőkre. Október 9-én Halmosi Péter sérülés miatt elhagyta a csapatot, helyére Vanczák Vilmost hívta be a kapitány. Az október 12-i észtországi mérkőzésen Dzsudzsák Balázs, valamint Juhász Roland is sárga lapot kapott, így ők eltiltás miatt nem léphettek pályára Törökország ellen.
Abdullah Avcı, Törökország szövetségi kapitánya október 5-én hirdetett keretet. A románok elleni mérkőzést követően a török keretben is több változás történt.
| Magyarország | Magyarország     | Magyarország | Magyarország | Magyarország | Magyarország         |
| Poszt        | Név              | Kor          | Vál.         | Gól          | Klub                 |
| ------------ | ---------------- | ------------ | ------------ | ------------ | -------------------- |
| K            | Bogdán Ádám      | 25 éves      | 11           | 0            | Bolton Wanderers     |
| K            | Király Gábor     | 36 éves      | 86           | 0            | 1860 München         |
| K            | Megyeri Balázs   | 22 éves      | 0            | 0            | Olimbiakósz          |
| V            | Juhász Roland    | 29 éves      | 75           | 6            | Anderlecht           |
| V            | Kádár Tamás      | 22 éves      | 5            | 0            | Roda JC              |
| V            | Korcsmár Zsolt   | 23 éves      | 12           | 0            | Brann                |
| V            | Lipták Zoltán    | 27 éves      | 12           | 1            | Győri ETO            |
| V            | Mészáros Norbert | 32 éves      | 4            | 0            | Debreceni VSC        |
| V            | Takács Ákos      | 30 éves      | 5            | 1            | Győri ETO            |
| V            | Vanczák Vilmos   | 29 éves      | 65           | 2            | FC Sion              |
| V            | Varga József     | 24 éves      | 16           | 0            | Debreceni VSC        |
| KP           | Dzsudzsák Balázs | 25 éves      | 48           | 10           | Gyinamo Moszkva      |
| KP           | Elek Ákos        | 24 éves      | 21           | 1            | Diósgyőr             |
| KP           | Gera Zoltán      | 33 éves      | 76           | 22           | West Bromwich Albion |
| KP           | Gyurcsó Ádám     | 21 éves      | 5            | 1            | Videoton             |
| KP           | Hajnal Tamás     | 31 éves      | 50           | 6            | VfB Stuttgart        |
| KP           | Koltai Tamás     | 25 éves      | 9            | 0            | Győri ETO            |
| KP           | Koman Vladimir   | 23 éves      | 23           | 6            | FK Krasznodar        |
| KP           | Pátkai Máté      | 24 éves      | 0            | 0            | Győri ETO            |
| KP           | Pintér Ádám      | 24 éves      | 11           | 0            | Real Zaragoza        |
| KP           | Szakály Péter    | 26 éves      | 3            | 0            | Debreceni VSC        |
| CS           | Németh Krisztián | 23 éves      | 10           | 0            | Roda JC              |
| CS           | Szabics Imre     | 31 éves      | 31           | 12           | Sturm Graz           |
| CS           | Szalai Ádám      | 24 éves      | 12           | 6            | Mainz 05             |

| Törökország | Törökország        | Törökország | Törökország | Törökország | Törökország      |
| Poszt       | Név                | Kor         | Vál.        | Gól         | Klub             |
| ----------- | ------------------ | ----------- | ----------- | ----------- | ---------------- |
| K           | Volkan Demirel     | 30 éves     | 56          | 0           | Fenerbahçe       |
| K           | Cenk Gönen         | 24 éves     | 2           | 0           | Beşiktaş         |
| K           | Mert Günok         | 23 éves     | 4           | 0           | Fenerbahçe       |
| V           | Hasan Ali Kaldırım | 22 éves     | 8           | 0           | Fenerbahçe       |
| V           | Hakan Balta        | 29 éves     | 34          | 2           | Galatasaray      |
| V           | Gökhan Gönül       | 27 éves     | 30          | 1           | Fenerbahçe       |
| V           | Bekir İrtegün      | 28 éves     | 4           | 0           | Fenerbahçe       |
| V           | Semih Kaya         | 21 éves     | 7           | 0           | Galatasaray      |
| V           | Egemen Korkmaz     | 29 éves     | 8           | 0           | Fenerbahçe       |
| V           | Serdar Kurtuluş    | 25 éves     | 4           | 0           | Gaziantepspor    |
| V           | Ömer Toprak        | 23 éves     | 10          | 2           | Bayer Leverkusen |
| KP          | Hamit Altıntop     | 29 éves     | 76          | 8           | Galatasaray      |
| KP          | Emre Belözoğlu     | 32 éves     | 88          | 9           | Atlético Madrid  |
| KP          | Emre Çolak         | 21 éves     | 1           | 0           | Galatasaray      |
| KP          | Mehmet Ekici       | 22 éves     | 7           | 0           | Werder Bremen    |
| KP          | Caner Erkin        | 24 éves     | 16          | 1           | Fenerbahçe       |
| KP          | Jem Karacan        | 23 éves     | 0           | 0           | Reading          |
| KP          | Nuri Şahin         | 24 éves     | 35          | 2           | Liverpool        |
| KP          | Arda Turan         | 25 éves     | 60          | 13          | Atlético Madrid  |
| KP          | Aydın Yılmaz       | 24 éves     | 0           | 0           | Galatasaray      |
| CS          | Umut Bulut         | 29 éves     | 18          | 3           | Galatasaray      |
| CS          | Mevlüt Erdinç      | 25 éves     | 17          | 1           | Stade Rennais    |
| CS          | Sercan Sararer     | 22 éves     | 8           | 0           | Greuther Fürth   |
| CS          | Tunay Torun        | 22 éves     | 8           | 0           | VfB Stuttgart    |

 megjegyzés: Az adatok a mérkőzés előtti állapotnak megfelelőek.

## A mérkőzés
A találkozót a Puskás Ferenc Stadionban rendezték, 20:30-as kezdéssel. A 22. percben szerezte meg a vezetést a vendég csapat, Mevlüt Erdinç egy baloldali beadást lőtt közelről a magyar kapuba. A válaszig a 31. percig kellett várni, ekkor Koman Vladimir bal oldali beadását számolta el a török kapus, így a labda a combján megpattanva került a vendég kapuba. A szünetre 1–1-gyel vonultak a csapatok. A második félidő 5. percében újból egy baloldali beadás érkezett a török kapu elé, ezúttal Szalai Ádám érkezett és szerezte meg a vezetést Magyarország számára. Az 58. percben Gera Zoltán tizenegyesből növelte a hazai előnyt, ezzel egyben beállította a végeredményt is: Magyarország–Törökország 3–1.
A srácok jelesre vizsgáztak, nagyon egységes volt a csapat (...) Szervezetten, önfeláldozóan védekeztünk, zártak maradtunk végig, és megvoltak a lehetőségeink elöl. De ezt vártuk is, hiszen abban az őszinte előre való játékban, amit a törökök felvállalnak, benne van a védekezési hiba. (...) Örülök, hogy a fiúk meg tudták fordítani a mérkőzést, és a végén magabiztosan nyertek egy nálunk erősebb futballkultúrájú országgal szemben. A kapott gól összerántotta a csapatot. Az elmúlt két napban nagyon összefogott volt csapatunk, tudtak egymáson segíteni a játékosok most a nehezebb pillanatokban is. A mérkőzésen beigazolódott, hogy lehet rájuk számítani, és én rettenetesen boldog vagyok, hogy egy ilyen nagy sikert közösen élhettünk meg szurkolóinkkal együtt.
Jól kezdtük a mérkőzést, megérdemelten szereztük meg a vezetést, az ellenfél már támadót cserélt volna be, amikor egy nagyon egyszerű gólt kaptunk. A szünetben koncentrációra, pontosabb játékra kértem a futballistáimat, ám rögtön a félidő elején ismét egy rendkívül egyszerűen elkerülhető gól jött, majd jött egy tizenegyes. Bár a visszajátszást még nem láttam, de úgy érzem, az olasz játékvezető nem ítélt meg egy büntetőt a javunkra, a folytatásban a magyarok pedig jól őrizték az előnyüket.

### Az összeállítások
| 2012. október 16. 20:30 |

| Magyarország                                                     | 3 – 1               | Törökország                                           |
| ---------------------------------------------------------------- | ------------------- | ----------------------------------------------------- |
| Koman 31' Szalai 50' Gera 58' (11-esből) 86' Elek 17' Pátkai 52' | (1 – 1) Jegyzőkönyv | Erdinç 22' Altıntop 57' Korkmaz 61' Ömer Toprak 90+2' |

| Puskás Ferenc Stadion, Budapest Nézőszám: 26 000 Játékvezető: Daniele Orsato (olasz) |

| Csapatszínek | Csapatszínek | Csapatszínek |
| Csapatszínek |              |              |
| Csapatszínek |              |              |
|              |              |              |
| Magyarország |              |              |

| Csapatszínek | Csapatszínek | Csapatszínek |
| Csapatszínek |              |              |
| Csapatszínek |              |              |
|              |              |              |
| Törökország  |              |              |

| MAGYARORSZÁG:        |    |                  |                    |
|                      |    |                  |                    |
| K                    | 1  | Bogdán Ádám      |                    |
| JV                   | 3  | Vanczák Vilmos   |                    |
| V                    | 21 | Korcsmár Zsolt   |                    |
| V                    | 17 | Mészáros Norbert |                    |
| BV                   | 4  | Kádár Tamás      |                    |
| VKP                  | 8  | Varga József     |                    |
| VKP                  | 6  | Elek Ákos        | 17' a szünetben    |
| JSZ                  | 10 | Gera Zoltán      | 58' (11-esből) 86' |
| KTK                  | 20 | Hajnal Tamás     | 77'                |
| BSZ                  | 11 | Koman Vladimir   | 31' 73'            |
| CS                   | 9  | Szalai Ádám      | 50'                |
| Cserék:              |    |                  |                    |
| K                    | 12 | Király Gábor     |                    |
| K                    | 22 | Megyeri Balázs   |                    |
| V                    | 2  | Lipták Zoltán    |                    |
| KP                   | 5  | Pátkai Máté      | a szünetben 52'    |
| V                    | 13 | Takács Ákos      |                    |
| KP                   | 14 | Gyurcsó Ádám     |                    |
| KP                   | 15 | Szakály Péter    |                    |
| KP                   | 16 | Pintér Ádám      | 77'                |
| CS                   | 18 | Szabics Imre     |                    |
| KP                   | 19 | Koltai Tamás     | 73'                |
| CS                   | 23 | Németh Krisztián |                    |
| Szövetségi kapitány: |    |                  |                    |
| Egervári Sándor      |    |                  |                    |

| TÖRÖKORSZÁG:         |    |                    |             |
|                      |    |                    |             |
| K                    | 1  | Volkan Demirel     |             |
| JV                   | 6  | Hamit Altıntop     | 57'         |
| V                    | 2  | Egemen Korkmaz     | 61'         |
| V                    | 21 | Ömer Toprak        | 90+2'       |
| BV                   | 3  | Hasan Ali Kaldırım |             |
| JKP                  | 8  | Mehmet Ekici       | 64'         |
| KKP                  | 10 | Nuri Şahin         |             |
| KKP                  | 5  | Emre Belözoğlu     |             |
| BKP                  | 20 | Caner Erkin        | 75'         |
| CS                   | 11 | Tunay Torun        | a szünetben |
| CS                   | 19 | Mevlüt Erdinç      | 22'         |
| Cserék:              |    |                    |             |
| K                    | 12 | Mert Günok         |             |
| K                    | 13 | Cenk Gönen         |             |
| V                    | 4  | Semih Kaya         |             |
| CS                   | 9  | Umut Bulut         | 75'         |
| V                    | 15 | Serdar Kurtuluş    |             |
| KP                   | 16 | Jem Karacan        |             |
| KP                   | 17 | Aydın Yılmaz       | a szünetben |
| KP                   | 18 | Emre Çolak         |             |
| V                    | 22 | Bekir İrtegün      |             |
| CS                   | 23 | Sercan Sararer     | 64'         |
| Szövetségi kapitány: |    |                    |             |
| Abdullah Avcı        |    |                    |             |

## Statisztika
| Magyarország |                   | Törökország |
| ------------ | ----------------- | ----------- |
| 3            | Gólok             | 1           |
| 7            | Összes lövés      | 5           |
| 4            | Kapura lövések    | 2           |
| 57,1%        | Lövéspontosság    | 40%         |
| 5            | Szögletek         | 4           |
| 11           | Szabálytalanságok | 11          |
| 3            | Sárga lapok       | 1           |
| 0            | Piros lapok       | 0           |

További eredmények
| 2012. október 12. | Románia | 1 – 4 | Hollandia  |
| 2012. október 12. | Andorra | 0 – 1 | Észtország |

Tabella a mérkőzés után
| Csapat       | M | Gy | D | V | G+ | G– | Gk  | P  |
| ------------ | - | -- | - | - | -- | -- | --- | -- |
| Hollandia    | 4 | 4  | 0 | 0 | 13 | 2  | +11 | 12 |
| Magyarország | 4 | 3  | 0 | 1 | 10 | 5  | +5  | 9  |
| Románia      | 4 | 3  | 0 | 1 | 8  | 4  | +4  | 9  |
| Törökország  | 4 | 1  | 0 | 3 | 4  | 6  | –2  | 3  |
| Észtország   | 4 | 1  | 0 | 3 | 1  | 6  | –5  | 3  |
| Andorra      | 4 | 0  | 0 | 4 | 0  | 13 | –13 | 0  |

## Örökmérleg a mérkőzés után
| Magyarország |           | Törökország |
| ------------ | --------- | ----------- |
| 7            | Győzelem  | 4           |
| 1            | Döntetlen | 1           |
| 31           | Gólok     | 15          |
| 22/36        | Pontok    | 6/36        |
| 61,1%        | %         | 36,1%       |